# Schizolaena hystrix
Schizolaena hystrix är en tvåhjärtbladig växtart som beskrevs av René Paul Raymond Capuron. Schizolaena hystrix ingår i släktet Schizolaena och familjen Sarcolaenaceae. Inga underarter finns listade i Catalogue of Life.